# ЕР7
ЕР7 (Електропоїзд Ризький, 7-й тип) — перший радянський електропоїзд змінного струму. Заводське позначення — 62-31. Випускався з 1957 по 1962 рік. при спільній участі цілого ряду заводів. Згодом налагоджено випуск його модернізованої версії — ЕР9.
Заводські позначення вагонів:
- моторний проміжний вагон – модель 62-32;
- причіпний головний вагон – модель 62-33;
- причіпний проміжний вагон – модель 62-34.

## Історія створення

### Проєктування
Початок електрифікації залізниць змінним струмом у середині 1950-х років сприяв створенню електровозів та електропоїздів змінного струму. Вже в 1954 році завод «Динамо» ім. С. М. Кірова розробив ескізні проєкти електрообладнання для моторвагонних електросекцій однофазного струму частотою 50 Гц та напругою 20 кВ. Проєкти велися за двома варіантами: з електродвигунами пульсуючого струму та колекторними електродвигунами постійного струму. Оскільки в СРСР раніше ще не було електропоїздів змінного струму, то проєктування велося паралельно відразу за обома варіантами.
Державними органами рекомендовано варіант із застосуванням ігнітронних випрямлячів, включених за мостовою схемою, з тяговими электродвигунами пульсуючого струму. Крім цього, було дано вказівку дещо переробити проєкт, оскільки напруга на струмоприймачі мала тепер складати 25 кВ.
Вагони конструктивно уніфіковані з ЕР1. Відповідно до збережених фотографій, виходи з вагонів розраховані виключно на високі платформи; даних про переобладнання виходів на комбіновані (як робилося з багатьма ЕР1) не виявлено.

## Загальні відомості

### Побудова електропоїздів
Перший десятивагонныий електропоїзд змінного струму ЕР7-01 був випущений в 1961 році: моторні і головні вагони, ТЕД, електрообладнання побудовані Ризьким вагонобудівним заводом, проміжні і причіпні — Калінінським вагонобудівним заводом, трансформатори — Московським трансформаторним заводом, ігнітронні установки — Всесоюзним електротехнічним інститутом.
В 1961 році збудовано було ще 3 таких екземпляри.

### Технічні характеристики
Основні параметри електропоїзда:
- розміри вагона:
  - довжина — 19 600 мм;
  - ширина — 3 480 мм;
- потужність ТЕД — 200 кВт;
- вихідна потужність — 4000 кВт;
- прискорення:
  - при запуску — 0,6 м/с²;
  - при гальмуванні — 0,8 м/с²;
- конструкційна швидкість — 130 км/год.

Основна композиція електропоїзда — 10 вагонів — повністю відповідає композиції ЕР1.

## Доля
Головна секція електропоїзда ЕР7К-03 (ЕР7К-3) на запасних коліях кільця ВНІЗТ (2011 р)
Оскільки серія була невеликою, запчастин для неї заводи не випускали. Незабаром ремонт поїздів серії ЕР7 виявився неможливим. В 1972 році всі електропоїзди серії ЕР7 були виключені з інвентарного парку доріг.